# Bernadett Szél

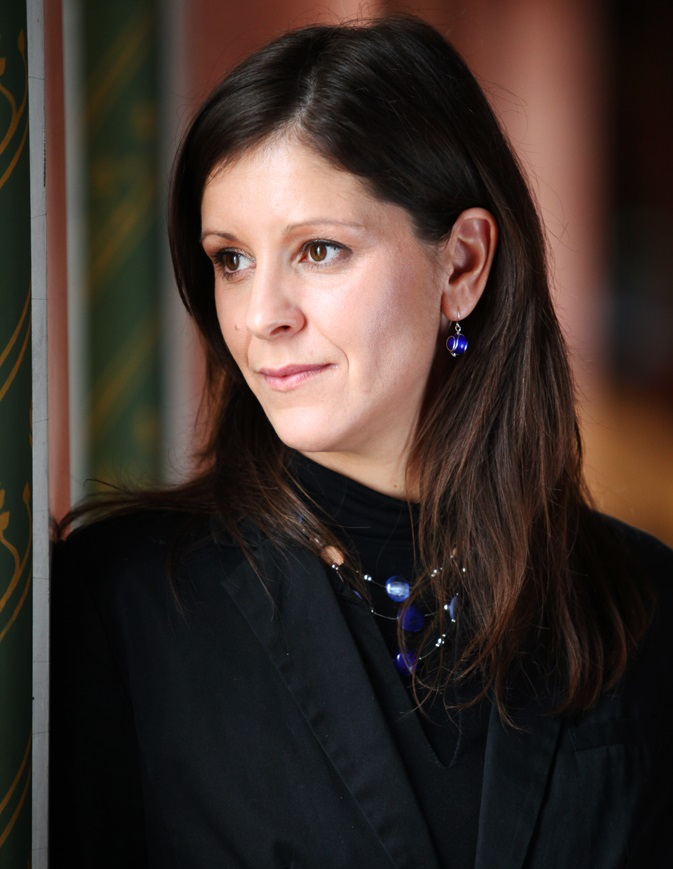
Bernadett Szél (2013)

Bernadett Szél (geboren 9. März 1977 in Pécs) ist eine ungarische Ökonomin und Politikerin. Sie war ab 2012 Abgeordnete im ungarischen Parlament für die Partei Lehet Más a Politika und  von Oktober 2018 bis 2022 parteilose Abgeordnete.

## Werdegang
Bernadett Szél besuchte das Miklós-Zrínyi-Gymnasium in Zalaegerszeg und schloss ihr Studium der Ökonomie an der Corvinus-Universität Budapest im Jahr 2000 ab.
Zwischen 2000 und 2002 arbeitete sie bei Philip Morris im Bereich Betriebsbeziehungen. Von März bis Juni 2002 war sie die Programmleiterin einer Hilfsorganisation für Flüchtlinge im Bereich Menschenrechte (Menedék – Migránsokat Segítő Egyesület).
Ab September 2002 war sie drei Jahre lang Forscherin bei der Ungarischen Akademie der Wissenschaften. Im Jahr 2006 wurde sie Statistikerin und EU-Referentin des Zentralen Statistischen Amtes in Ungarn.
Ihre Forschungsgebiete sind Familiensoziologie, Familienpolitik und staatliche Gestaltungsmöglichkeiten. Sie war Mitglied mehrerer Forschungsgruppen und nahm auch an verschiedenen internationalen Projekten teil. Szél spricht fließend Englisch und Deutsch. Seit 2002 lebt sie mit ihrem Mann und zwei Töchtern in Budakeszi.

## Politische Tätigkeiten
Szél trat 2010 der Partei Lehet Más a Politika bei, vorher engagierte sie sich in der „Humanistischen Bewegung“. Bei der Parlamentswahl 2010 trat sie als Direktkandidatin an und bei den Kommunalwahlen kandidierte sie für das Bürgermeisteramt in Budakeszi. Der Kongress der Partei LMP wählte sie 2011 als Sprecherin für die Partei. Ihr Mandat im ungarischen Parlament hat sie am 2. Februar 2012 über die Landesliste erhalten, da eine Abgeordnete ihrer Partei das Mandat niederlegte. Auf dem XXIII. Kongress der Partei 2013 wurde sie als Kovorsitzende gewählt, zusammen mit ihrem Parteikollegen András Schiffer. Im selben Jahr wurde sie auch Fraktionsvorsitzende der Partei.
Am 30. September 2017 wurde sie auf dem Parteikongress der LMP offiziell als Ministerpräsidentschaftskandidatin gewählt. Bei der Parlamentswahl 2018 bekam sie über den ersten Platz der Landesliste ihr Mandat für das Parlament.
Im Oktober 2018 trat sie aus der Partei LMP aus und legte gleichzeitig ihren Fraktionsvorsitz nieder. Danach war sie bis 2022 parteilose Abgeordnete im Parlament.